# Корнишин, Василий Иванович
Васи́лий Ива́нович Корни́шин (1924—1944) — младший лейтенант Рабоче-крестьянской Красной Армии, участник Великой Отечественной войны, Герой Советского Союза (1945).

## Биография
Василий Корнишин родился 6 октября 1924 года в селе Булгаково (ныне — Кочкуровский район Мордовии). После окончания десяти классов школы работал в колхозе. В 1942 году Корнишин был призван на службу в Рабоче-крестьянскую Красную Армию. С 1943 года — на фронтах Великой Отечественной войны. К июлю 1944 года младший лейтенант Василий Корнишин командовал стрелковым взводом 717-го стрелкового полка 170-й стрелковой дивизии 48-й армии 1-го Белорусского фронта. Отличился во время Белорусской операции.
Во время боёв в Белостокской области Белорусской ССР (ныне — Подляское воеводство Польши) взвод Корнишина, пройдя через болото, вышел к селу Семянувка к юго-востоку от Белостока. 18 июля 1944 года взвод успешно выбил противника из траншеи, а затем отбит три вражеских контратаки, нанеся противнику большие потери. В том бою Корнишин погиб. Первоначально был похоронен в Семянувке, позднее перезахоронен в братской могиле в городе Хайнувка.
Указом Президиума Верховного Совета СССР от 24 марта 1945 года «за образцовое выполнение боевых заданий командования на фронте борьбы с немецкими захватчиками и проявленные при этом мужество и героизм» младший лейтенант Василий Корнишин посмертно был удостоен высокого звания Героя Советского Союза. Также посмертно был награждён орденом Ленина.
В честь Корнишина названа школа в Булгаково, установлен бюст в Кочкурово.